# Fărău
Fărău (deutsch Brenndorf, ungarisch Magyarforró oder Forró) ist eine rumänische Gemeinde im Kreis Alba in der Region Siebenbürgen.

## Geographische Lage

Lage der Gemeinde Fărău im Kreis Alba

Die Gemeinde Fărău mit den vier eingemeindeten Dörfern dehnt sich auf einer Fläche von 8.154 Hektar in einer hügligen Landschaft im Nordosten des Kreises Alba aus. An der Kreisstraße (Drum județean) DJ 107D, liegt der Ort am gleichnamigen Fluss Fărău 17 Kilometer südöstlich der Stadt Ocna Mureș und ca. 45 Kilometer (Luftlinie) nordöstlich der Kreishauptstadt Alba Iulia entfernt.

## Geschichte
Auf dem Territorium der Gemeinde wurden nach einem Bericht von G. Téglás aus dem Jahre 1887 und M. Roska 1934 Funde aus der La-Tène-Zeit gemacht. Der Ort Fărău wurde erstmals 1299 unter der Bezeichnung Forró (aus dem Ungarischen wörtlich übersetzt „heiß“) erwähnt. Dieser Name wird auf die häufigen Aufstände von Hörigen gegen adlige Landbesitzer zurückgeführt. Zwischen 1400 und 1800 waren die Bauern auf dem Gebiet der Gemeinde Leibeigene von Adelsfamilien.
Der heutige Ortsteil Heria (Harrendorf) wurde urkundlich erstmals 1202 unter der Bezeichnung vila Heren, 1274 unter Terra Hari und 1733 unter Hyrie erwähnt.
Die Bewohner leben heute vorwiegend von der Landwirtschaft und der Viehzucht.

## Bevölkerung
Die Bevölkerung der Gemeinde entwickelte sich wie folgt:
| 1850 | 4.025 | 2.899 | 984   | - | 142           |
| 1900 | 4.197 | 2.789 | 1.296 | 7 | 105           |
| 1956 | 5.086 | 3.810 | 1.253 | 1 | 22            |
| 1992 | 2.245 | 1.640 | 594   | - | 11            |
| 2002 | 1.909 | 1.373 | 481   | - | 55            |
| 2021 | 1.303 | 1.024 | 151   | - | 128 (11 Roma) |

Die Einwohnerzahl, auf dem Gebiet der heutigen Gemeinde, nahm seit dem Höhepunkt 1956 (damals 5086) deutlich ab. Die höchste Einwohnerzahl der deutschen Bevölkerung (29) der Gemeinde wurde 1890, die der Magyaren (1384) 1930, die der Roma (102) 1850 und die der Slowaken (2) 1880, gezählt.

## Sehenswürdigkeiten
- Die im Ort 1762 errichtete und mehrfach umgebaute Holzkirche Sfinții Arhangheli Mihail și Gavril („Heilige Erzengel Michael und Gabriel“)[7] steht unter Denkmalschutz.[8]
- Im eingemeindeten Dorf Sânbenedic (Benedikt) die Holzkirchen Sf. Nicolae erbaut 1730 und Sf. Arhangheli erbaut 1775[9] und die Holzkirchen in Șilea (Bruckbad) Sf. Arhangheli erbaut 1664 und Sf. Nicolae erbaut 1761–1774, stehen unter Denkmalschutz.[8]

Bilder der Holzkirche Sfinții Arhangheli Mihail și Gavril in Fărău

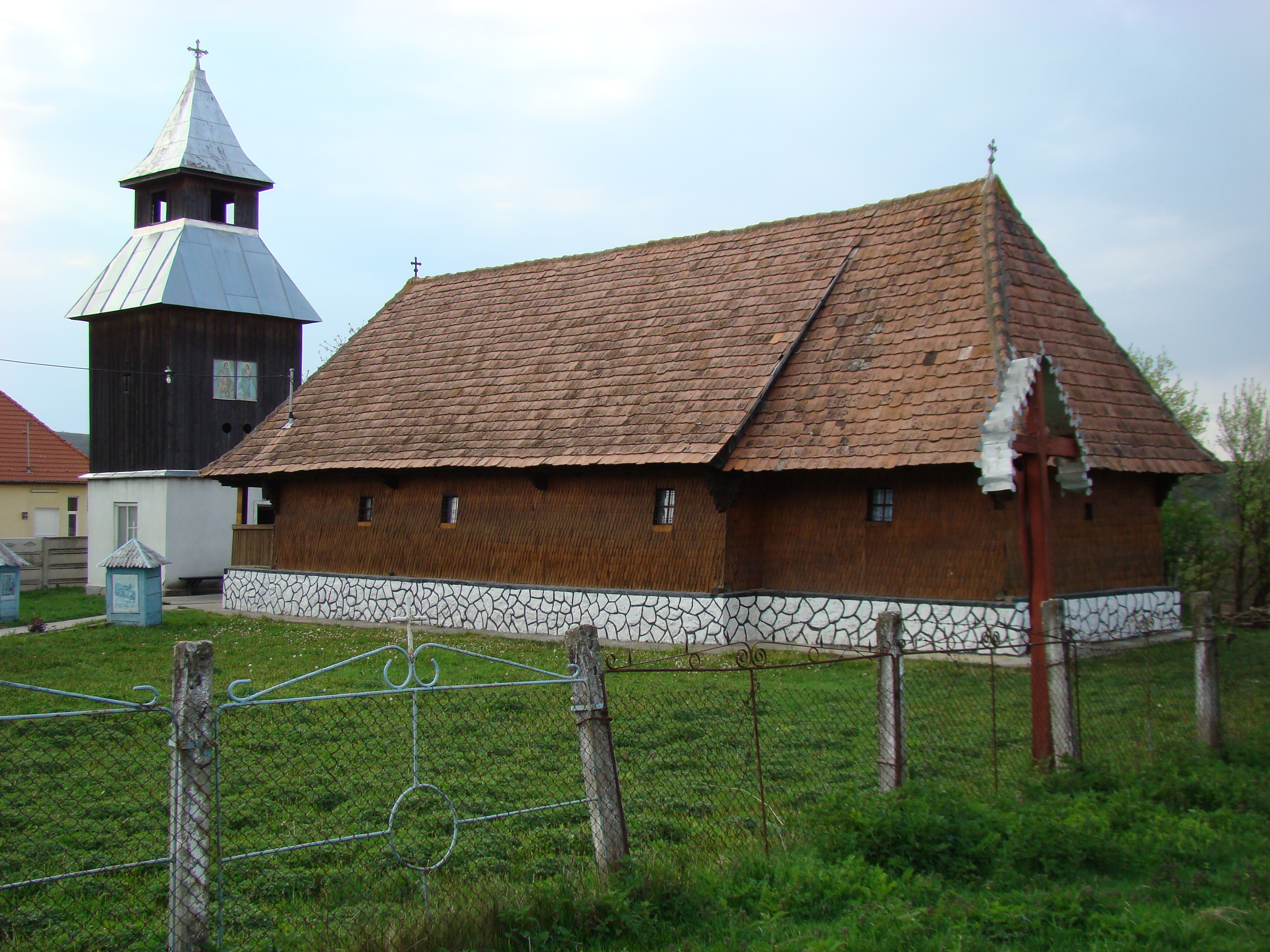
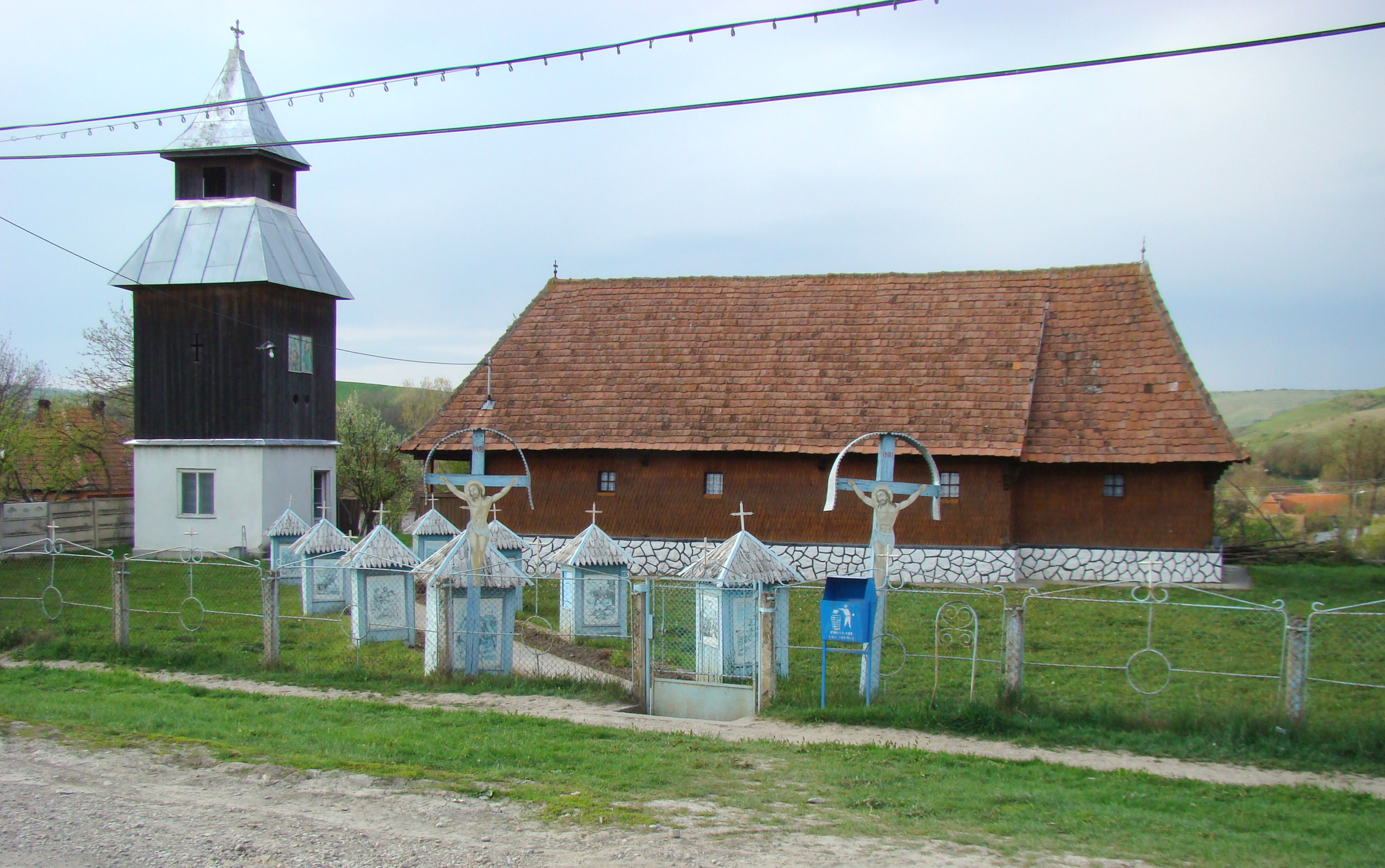
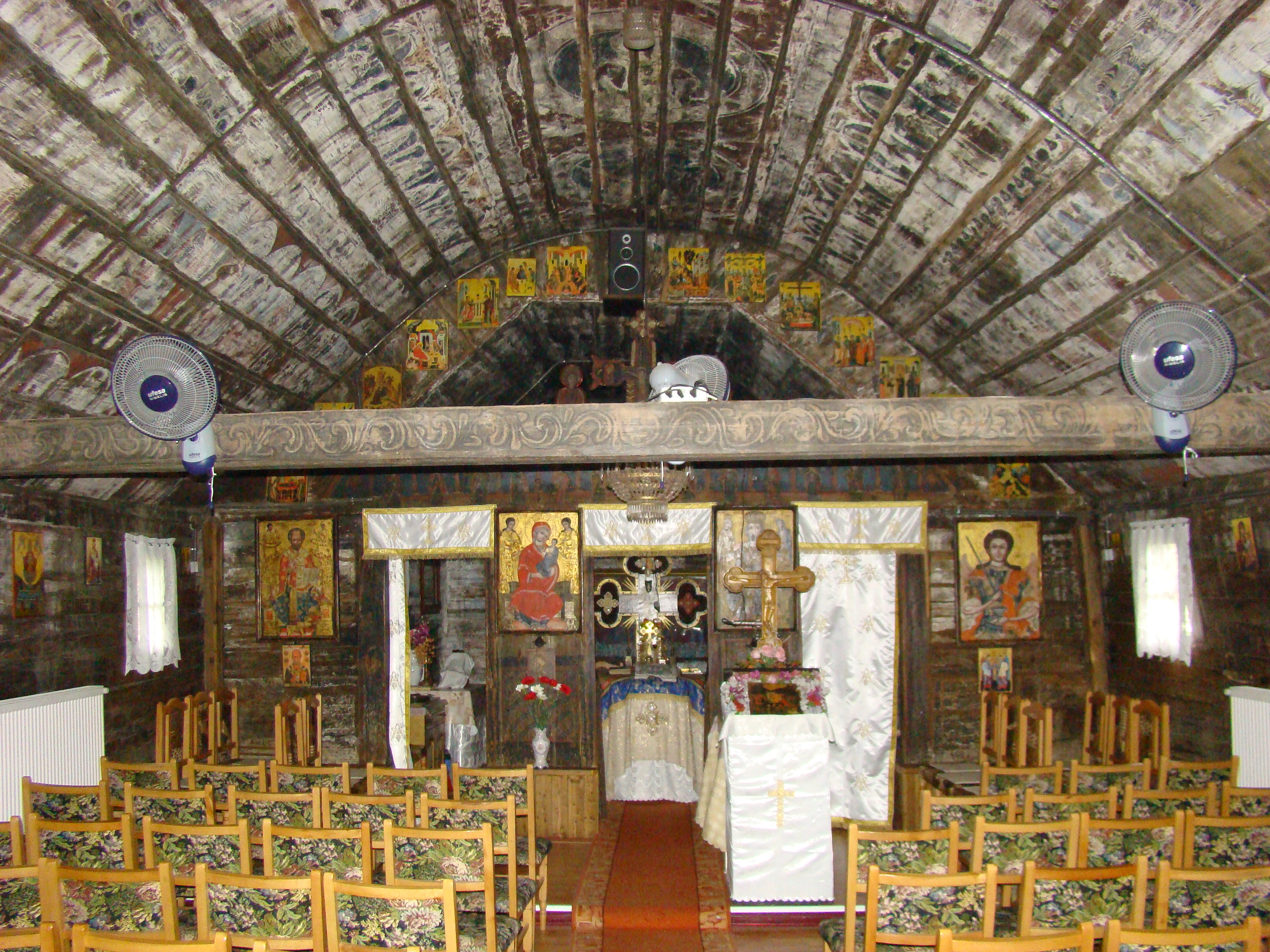